# William Hudson
William Hudson (ur. ok. 1731 w Kendal, zm. 23 maja 1793 w Londynie) – angielski aptekarz i botanik, jeden z pionierów wprowadzenia klasyfikacji Linneusza do opisów flory brytyjskiej.
Urodził się jako syn karczmarza między rokiem 1730 a 1732. Został uczniem aptekarskim w Londynie. Zyskał uznanie jako znawca botaniki. W latach 1757–1758 był rezydentem w bibliotece British Museum, jednocześnie badając rośliny w Chelsea Physic Garden. W 1761 został wybrany w poczet członków Royal Society, a w 1762 wydał Flora Anglica, opisując rośliny Anglii w sposób zgodny z klasyfikacją Linneusza.
Pracując jako aptekarz, Hudson prowadził korespondencję z innymi uczonymi, w tym Linneuszem i Hallerem i kontynuował badania flory, a także fauny brytyjskiej. W 1778 ukazało się ulepszone i poszerzone wydanie Flora Anglica. Planowane wydanie Fauna Britannica nie doszło do skutku, gdyż w 1783 pożar zniszczył mieszkanie Hudsona wraz z przygotowanymi materiałami.
W 1791 został członkiem Towarzystwa Linneuszowskiego w którego pracach brał udział na tyle często, na ile pozwalało mu zdrowie. Zmarł w 1793.
Pozostałości zielnika zapisał organizacji aptekarskiej. Pochowany został w kościele św. Jakuba w Westminsterze.
Linneusz uhonorował Hudsona, nadając nazwę Hudsonia gatunkowi północnoamerykańskich roślin z rodziny czystkowatych.